# 禮賢會彭學高紀念中學
禮賢會彭學高紀念中學（英語：Rhenish Church Pang Hok Ko Memorial College，簡稱禮中、禮賢會或RCC，前稱禮賢會中學或RCPHKMC）位於九龍九龍塘禧福道30號，旁為浸會大學道及喇沙利道，鄰近九龍仔的九龍仔公園以及香港浸會大學學生宿舍舊生樓，校舍後面為格仔山。現任校長為鄧文偉先生，校監為鄧少軒長老。

## 校政管理
歷任校監
- 陳啟元 長老
- 鄧少軒 長老

歷任校長
- 1969年至1970年：鮑漢 先生
- 1970年至1980年：溫慶翕 博士
- 1980年至1989年：周彼得 牧師
- 1989年至2009年：黃謂儒 先生（由宣道中學轉職）
- 2009年至2017年：李葉文慧 女士（由同系粉嶺禮賢會中學調任）
- 2017年至今：鄧文偉 先生

歷任副校長
- 李夢詩 女士
- 程詠詩 女士

## 學校歷史
中華基督教禮賢會香港區青年部於1969年計劃善用政府撥出佔地6萬2000方呎的禧福道地皮興建一所中學，如是發起籌款活動。學校的建築費用，即約250萬元經費由政府和德國禮賢會母會共同承擔。同年7月由禮賢會區會牧師陳翼堅主持校舍動土禮。為了讓校內所有課室安裝冷氣，該校曾於1988年舉行步行籌款活動。後來於1990年為紀念已逝的彭學高長老，校方將學校名稱「禮賢會中學」改為「禮賢會彭學高紀念中學」。至1994年落實擴建計劃，建成現今北面新翼。
2007年，禮賢會彭學高紀念中學第一屆學生會成立。從2008年4月開始，校園對外香港浸會大學校園擴建計劃的傳理學院暨視覺藝術院大樓地盤開始施工，加上2008年香港流行性感冒疫潮之中教育局的措施，要全部窗戶都開放，工程進行時不但空氣污染偏高之外，在地盤的打椿工程進行時噪音污染亦十分強烈，甚至影響正常的課堂以及會考考試的進行。校政方面，該校於2009年8月正式組成法團校董會，並在教育局完成註冊手續。2015年9月，圖書館重新裝修後，向學生開放。

## 著名/傑出校友
鍾傑良：香港電台（電台部）文教節目組深資監製、香港舞台劇獎頒獎禮2010-2020大會監製
- 張志偉：中國深圳丹竹頭恩來工業城有限公司執行董事、大埔區議會委員及香港環保協進會主席
- 陳少霞：前亞洲電視及無綫電視女藝員
- 馬麗華：循理會社會服務部總幹事
- 陳焜傑：無綫新聞體育主播
- 何民傑：西貢區議會彩健選區議員（2004-2019），珠海學院、香港專業進修學校兼任講師
- 龍天生：香港男演員及配音員（為時兩個月、預科）[註 1]
- 饒慧珊：Now寬頻電視新聞台首席主播[3]
- 黃曦誼（黃曉文）：香港女藝人
- 林志釉：香港病人政策連線主席、香港醫務委員會成員
- 盧華基：前澳洲會計師公會大中華區會長

## 外部連結
- 禮賢會彭學高紀念中學主頁 （页面存档备份，存于）
- 粉嶺禮賢會中學 （页面存档备份，存于）
- 禮中堂 （页面存档备份，存于）